# Vesela jesen 1989
XXII. Vesela jesen (Maribor '89) je potekala 16. decembra 1989 v mariborski dvorani Tabor v organizaciji Radia Maribor in Videotona Geržina. Vodila sta jo Ida Baš in Vinko Šimek. Orkestru je dirigiral Edvard Holnthaner.

## Tekmovalne skladbe
Na razpis je prispelo 71 narečnih popevk, izmed katerih je izbirna komisija (Edvard Holnthaner, Teo Korban, Urška Čop, Franček Jauk, Bogo Skalicki in Iztok Krebs) za festival izbrala naslednjih 16:
| #   | Izvajalec                  | Naslov pesmi                   | Avtorji (glasba – besedilo – aranžma)            | Nagrade                                                       |
| --- | -------------------------- | ------------------------------ | ------------------------------------------------ | ------------------------------------------------------------- |
| 1.  | Ansambel Tonija Savnika    | Arcnije za vse                 | Drago Winkler – Mitja Šipek – Bojan Adamič       | 1. nagrada strokovne žirije                                   |
| 2.  | Dragica Balek              | Kravji tat                     | Bojan Adamič – Miroslav Slana – Adamič           |                                                               |
| 3.  | Zvone Kumar & Dušan Matjac | Po brdih s'm pohaju            | Tone Žagar – Marjan Horn – Tomaž Kozlevčar       |                                                               |
| 4.  | Duo Kora                   | Skurne besiede                 | Milan Kamnik – Kamnik – Oto Pestner              | 3. nagrada za besedilo                                        |
| 5.  | Ivek Baranja               | Vlejči ločec                   | Werner Ussar – Jože Brunec – Ussar               | 1. nagrada za besedilo                                        |
| 6.  | Branka Kraner              | Čuvala bom cvete tvoje         | Andrej Grabar – Ivanka Bogolin – Grabar          | nagrada za aranžma                                            |
| 7.  | Obvezna smer               | Perje v luft gre i po tleh     | Dujec Belizar – Ivanka Bogolin – Tomaž Kozlevčar |                                                               |
| 8.  | Neva Pipan & Unior         | Prekmurje – kraj domači        | Dezider Cener – Božo Harb – Jože Privšek         |                                                               |
| 9.  | Ivo Mojzer                 | Živleje je prima stvar         | Jože Kreže – Kreže – Dečo Žgur                   | 3. nagrada občinstva                                          |
| 10. | Edvin Fliser               | Pozdrav odnesi ji na Štajersko | Edvin Fliser – Metka Karba – Dečo Žgur           |                                                               |
| 11. | Milan Hribar               | Spumnm se                      | Milan Hribar – Dušan Bižal – Jani Golob          |                                                               |
| 12. | Franja Pavlin              | Korantovanje                   | Boris Rošker – Martin Ozmec – Bojan Adamič       |                                                               |
| 13. | Nace Junkar                | Mamna lbezen                   | Oto Pestner – Ivan Sivec – Pestner               | zlati klopotec = 1. nagrada občinstva, 2. nagrada za besedilo |
| 14. | Jože Kobler & Prijatelji   | Še eno rundo                   | Edvin Fliser – Srečko Niedorfer – Jože Privšek   | 2. nagrada občinstva                                          |
| 15. | 12. nasprotje              | Zalublen                       | Janez Hvale – Hvale – Jože Privšek               |                                                               |
| 16. | Sestri Potrč               | Tote Štajerke smo frajerke     | Boris Rošker – Suzana Potrč – Rošker             | nagrada za debitanta                                          |